# فرودگاه میسشمیدتا

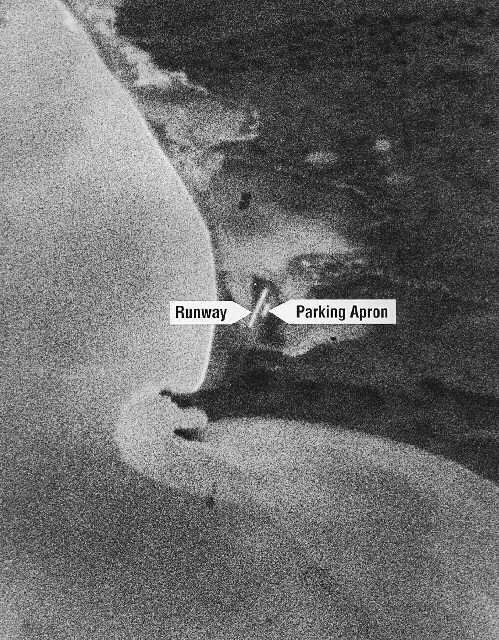
فرودگاه میسشمیدتا

فرودگاه میسشمیدتا (به انگلیسی: Mys Shmidta Airport) (به زبان بومی: Аэропорт Мыс Шмидта) یک فرودگاه همگانی است که یک باند فرود بتن دارد و طول باند آن ۲۴۵۰ متر است. این فرودگاه در شهر چوکوتکا کشور روسیه قرار دارد و در ارتفاع ۶ متری از سطح دریا واقع شده‌است.